# 統一戰線
統一戰線，简称统战，是一種由共产主义者（或其他人士）採用的政治鬥爭方式，指聯合及團結不同政治團體及社會各界的力量，為同一政治目的而共同奮鬥，其基礎理論由第三国际確立。通過統一戰線，共產黨人得以聯合不同的工農階級，推翻敵對的資本主義勢力。
統一戰線雖由蘇聯共產黨提出，但統一戰線在不同的社會主義國家中卻有不同的發展。蘇共的統一戰線僅持續到蘇聯成立後的一段時間，史達林上台後以及歐洲逐漸興起的反共運動中，統一戰線基本上已經趨於結束，而蘇聯解體後也宣告不再支持共產革命，海外的統一戰線也就不再出現於國際政治中。在中國大陸，統一戰線則經常作為中國共產黨的重要協調單位，又稱「聯合戰線」，指的是在民族與各階級之間協調進行共產革命的工作單位，除了負責統合境內的地方勢力，在不同政黨中、不同階級的人群中，也會安插統一戰線小組來協調，確保所有人的政治目標一致。
目前，中共称“统一战线”为“中国共产党领导的、以工农联盟为基础的，包括全体社会主义劳动者、社会主义事业的建设者、拥护社会主义的爱国者、拥护祖国统一和致力于中华民族伟大复兴的爱国者的联盟”。中共中央统战部主要负责管理执行中共中央关于统一战线的方针、政策，具体包括多党合作、少数民族、宗教事务、非公经济、侨务工作、新的社会阶层人士、党外知识分子、港澳台、涉藏工作、涉疆工作等方面。由于台湾问题，中共会进行所谓“对台统战工作”，故在台湾“统战”一词会被用于描述中共“促进中国统一”，但在学术讨论中两者应严格区分。

## 起源
「統一戰線」學說最早出現在列寧的著作。列寧重視無產階級領導革命時，如何擴大己方陣營，鞏固革命成果，擊敗資產階級敵人的策略。無產階級必須在革命中使其他社會階層、陣營如小資產階級、中農、民族資產階級等加入己方，或者支持己方的政策，或者最少保持中立，以最大程度孤立敵人——官僚資產者與帝國主義。「統一戰線」的具體定義是「無產階級政黨在一定歷史條件下，為了反對主要敵人，同其他革命階級、革命政黨和團體，以及一切可能團結的力量結成的聯盟」。在1924年召开的共产国际第四次代表大会上，統一戰線正式得以确立。

## 統一戰線在中國

### 中华民国大陆时期的統一戰線（聯俄容共）
自中國共產黨於1921年成立以來，「統一戰線」就走上了獨特的歷史軌跡，中共曾與中國國民黨實現過兩次「統一戰線」。1923年，國民黨時任總理孫中山「聯俄容共」，在蘇聯撮合（《孫越宣言》）下與中共實現第一次國共合作（中共稱「國共統一戰線」）。其後，國民革命軍北伐後國民黨實行清黨，使第一次國共內戰爆發；而內戰當中，中共亦對各地工農階級展開統戰工作（稱「工農民主統一戰線」）。
在1936年西安事變後，國共於1937年卢沟桥事变後實現第二次國共合作（稱「抗日民族統一戰線」），共同對抗日本入侵；在第二次國共內戰中，又聯合其他政治力量（「民主黨派」）對抗國民黨（稱「人民民主統一戰線」）。

### 中华人民共和国时期的新統一戰線
由於中國共產黨建立中華人民共和國並完成社會主義改造後，蘇聯式的「統一戰線」就達成了使命退場，原本已不把階級鬥爭當作中國社會的主要矛盾。但文化大革命前幾年的四清運動到文革，毛澤東又極力宣揚階級鬥爭的進步性和必要性，使得統戰的工作部門反而一直存在。1978年改革開放路線確立後，中共確認文革為「全局性錯誤」，連帶地「階級鬥爭」一詞也被避諱，不再被用來形容中國社會的分配不均問題。
但進入1990年代，由於「一部份人先富起來」的政策傾斜，使得中國社會的所得分化再度受到重視。科研機構曾對此做出許多調研，但因為文革被否定所導致的禁忌，階級鬥爭不能再被提及，所以通行的詞彙變成「社會階層」。而這些由於專業、收入造成的新生「階層」成員有些並沒有加入「（中国共產黨的）組織」，如何確保這些成分能支持中華人民共和國政府的政策，變成重要的課題。一方面在實務上也必須重新用「統一戰線」團結「新階層」，因此中共與之前的社會主義國家不同，選擇繼續保留了統戰這個單位來管理階層問題。
中共在2006年11月新頒《關於鞏固和壯大新世紀新階段統一戰線的意見》文件，是这一時期統一戰線的改革、以及繼續作為中共重要政策的範例。特別是文件中提到下面的意見：
「要切實做好新的社會階層人士統戰工作。改革開放以來出現的新的社會階層，主要由非公有制經濟人士和自由擇業知識份子組成，集中分佈在新經濟組織、新社會組織中。他們作為中國特色社會主義事業的建設者，在促進共同富裕、構建社會主義和諧社會、全面建設小康社會中發揮著重要作用。新的社會階層人士是統一戰線工作新的著力點，要最大限度地把他們團結在党的周圍，充分發揮他們的作用。」
2020年9月16日，新華社刊發中共中央总书记习近平对民营经济统战工作作出的指示，要求地方各级党校、行政学院要加强对民营经济中的中共党员的教育培训，同时還要吸引更多民营经济代表人士加入中共。這是改革开放以来中共中央發佈的首份关于统战民營企業的文件，統戰对象除了中國大陸的民營企業家，還包括仍維持資本主義制度的港澳人士。

## 國際政治
「統一戰線」也用在國際政治的政治鬥爭中。蘇聯與中華人民共和國等共產主義陣營大國都曾積極拉攏第三世界發展中國家支持，一同反對美国等資本主義陣營國家。這些國家雖不願加入華沙公約，但也願意採取不結盟政策。中蘇等國聯合當時稱為「第三世界」的新獨立國家，在聯合國大會許多投票中，多次使美國居於孤立地位。最經典的案例見於中国代表权变更。
另外，中蘇兩國在1960年代交恶，蘇聯出兵捷克斯洛伐克後，出現中美日歐聯合抵制蘇聯的局面。北京認為蘇聯已經變成「社會帝國主義」，威脅比美國還大，應此需要支持「聯美反蘇統一戰線」。毛澤東甚至對亨利·基辛格說，「台灣是小問題，蘇聯才是大問題」。其最高潮是中、美、英、日諸國聯合抵制1980年的莫斯科奧運會。

### 對台灣的統戰
在中共對台灣的統戰中，常特指以各種政治手段促進中國統一、打壓台獨勢力、壯大臺灣親共力量等。跟中共称“统一战线”为“中国共产党领导的、以工农联盟为基础的，包括全体社会主义劳动者、社会主义事业的建设者、拥护社会主义的爱国者、拥护祖国统一和致力于中华民族伟大复兴的爱国者的联盟”有些許不同。
中共對台灣的統戰有多種方法，例如招待網紅、藝人旅遊，進行大外宣與認知作戰、收買台灣網紅拍攝詆毀政府影片，以及吸收藝人組黨並投入選舉等。曾被中共視為「愛國台灣青年」樣板陳柏源（網路暱稱：閩南狼PYC），發佈影片稱中共中央台辦與中共中央統戰部會出錢收買網紅。